# Полоцька кірха
Полоцька кірха — колишня лютеранська церква, пам'ятка архітектури неоготики в Полоцьку.
Закладена в 1775 році (ймовірно, дерев'яна, не була закінчена). На межі XIX століття—XX століття століть зведено кам'яну будівлю. До основного прямокутного в плані об'єму з 4-гранною апсидою з ризницею з боку головного фасаду примикає 2-ярусна четверикова башта, завершена високим 4-скатним дахом. Головний вхід на першому ярусі башти виділений стрілчастим порталом, над яким, — круглий віконний отвір. Обидва яруси башти завершено ліпними накладними карнизами з ажурним орнаментальним поясом. 
У будівлі розміщується Полоцький краєзнавчий музей.